# Melanesobasis corniculata
Melanesobasis corniculata là một loài chuồn chuồn kim trong họ Coenagrionidae.
Melanesobasis corniculata được Tillyard miêu tả khoa học năm 1924.